# Renato Almeida (musicólogo)
Renato Almeida (Santo Antônio de Jesus, 06 de dezembro de 1895 - Rio de Janeiro, 24 de janeiro de 1981) foi um musicólogo, escritor, crítico musical, folclorista, advogado, jornalista e diplomata brasileiro. Se destacou como musicólogo e folclorista.

## Biografia[3]
Descendia da linhagem dos Almeidas que estão ligados à colonização do sudoeste baiano, datando a presença familiar dos antepassados do século XVIII.
Filho de pai médico e mãe pianista, o que lhe passaram o gosto pelas letras e pela música. Inicialmente estudou em Santo Antônio de Jesus e em Salvador. Em 1907 foi estudar (curso secundário) no colégio Santo Inácio, no bairro do Botafogo, no Rio de Janeiro.
Casou-se em 1920, no Rio de Janeiro, com D. Urania Rodrigues Almeida e tiveram duas filhas:  Urania de Almeida Vianna, casada com o advogado Francisco Vianna e Maria de Lourdes Almeida Muller, viúva do embaixador Lauro Muller Neto.

## História
Estudou na Faculdade de Ciências Jurídicas e Sociais no Rio de Janeiro aonde se formou advogado em 1915. Trabalhou como jornalista para o Monitor Mercantil um jornal especializado em economia e negócios e como redator chefe da revista América Brasileira.
Na década de 1927 ingressou no Itamaraty como escriturário. Trabalhou como secretário da Comissão Limites, do Setor Oeste e em 1931 foi nomeado redator dos Anais do Ministério das Relações Exteriores. Em 1934 era encarregado do Serviço de Imprensa do Chanceler Macedo Soares. Estagiou na Liga das Nações, escrevendo um livro sobre a instituição em 1938.
"Renato Almeida participou ativamente na organização da Semana da Arte Moderna, realizada em São Paulo, em 1922. Amigo do Ronald de Carvalho, Graça Aranha, Mário de Andrade e Villa-Lobos." Neste mesmo ano publicou uma de suas principais obras - Fausto - com 400 páginas.
De 1930 à 1937 escreveu uma coluna diária no jornal Diário de Notícias, intitulada Momento Internacional.
Trabalhou mais de quarenta anos como diretor do colégio Franco-Brasileiro (Lycée Français).
Foi um dos fundadores da Comissão Nacional do Folclore em 1947, foi nomeado também diretor da Campanha de Defesa do Folclore Brasileiro. Foi ainda colaborador dos jornais A Nação; O Jornal e A Manhã, do qual foi também crítico musical. Também foi diretor da revista Movimento Brasileiro.
A partir de 1947 começa a escrever sistematicamente sobre o folclore e de 1946 à 1949 foi Sub Secretário Geral do Instituto Brasileiro de Educação, Ciência e Cultura, IBECC. Ainda em 1947 funda a Comissão Nacional do Folclore com ajuda de Luiz Heitor Correa de Azevedo, musicólogo e catedrático da Escola Nacional de Música.
Ocupou a Cadeira de n° 40 na Academia Brasileira de Música cujo patrono foi Mário de Andrade, ajudou a fundar o Conselho Superior de Música Popular Brasileira do Museu da Imagem e do Som (MIS) e a própria Academia Brasileira de Música.

## Obras publicadas
- Fausto (1922)
- A formação moderna do Brasil (1923)
- História da música brasileira (1926 e 1942)
- Velocidade (1932)
- Figuras e Planos (1936)
- Liga das nações: constituição, estrutura e funcionamento (1938)
- Compêndio de história da música brasileira (1948)
- Inteligência do folclore (1957)
- Compêndio de história da música brasileira - segunda edição (1958)
- O Folclore na poesia e na simbólica do direito (1960)
- Tablado folclórico (1961)
- O IBECC e os estudos de folclore no Brasil (1964)
- Manual de coleta folclórica (1965)
- Música e dança folclóricas (1968)
- Danses africaines en Amérique Latine (1969)
- Vivência e projeção do folclore (1971).